# 巨泉の使えない英語
『巨泉の使えない英語』（きょせんのつかえないえいご）は、1992年10月18日から1993年12月26日までテレビ朝日系列局で放送されていた語学バラエティ番組である。朝日放送とイーストの共同制作。放送時間は毎週日曜 19:00 - 19:30 （日本標準時）。

## 概要
日本国内では通用するが、現地では通用しないもの、いわゆる和製英語や、日本の学校教科書で習う英語でも現地では「古風な書き言葉」とされるものなどについての解釈を示したり、あるいは「これだけは知っておきたい、英語の基本的な言い習わし」などを紹介したりしていた番組である。
大橋巨泉をメインキャスターに、サリー・ピープルズをアシスタントに据え、越前屋俵太のロケーション・コーナーやスタジオでのゲストとのトークなどを交えながら前述の内容の解説を行っていた。番組の終盤ではある英単語をコント形式で英会話に使用したアニメ「ママガウロの使える英語」を毎週3本放送していた。また、番組内CMとして大日本除虫菊（金鳥）による「KINCHOの通じない英語」を放送していた。番組タイトルロゴには、アルファベット・アポストロフィー・感嘆符などを組み合わせて「巨泉の使えない英語」と表記したものを用いていた。オープニングテーマはトム・コクランの「ライフ・イズ・ア・ハイウェイ」。
放送期間中の1993年8月に、ワニブックスから関連書籍『完全保存版 巨泉の使えない英語』（大橋巨泉・朝日放送編、ISBN 4-8470-3095-8）が発売された。
巨泉のセミ・リタイア後に唯一立ち上げたレギュラー番組でもある。

## スタッフ
- スーパーバイザー：大橋巨泉
- 構成：成田はじめ、岩立良作、海老克哉
- ブレーン：リチャード・バーガー
- ナレーション：キートン山田
- TD：清田真市
- SW：須田庫次
- カメラ：植田賢
- 音声：藤田信夫
- 照明：林本修一
- VE：倉橋克明
- VTR：伊丹秀明
- 音響効果：橅木正志
- 編集：篠崎浩
- MA：横倉巌
- 美術プロデューサー：丸山覚
- 美術デザイン：高松浩則
- 美術制作：長谷川隆之
- アニメーター：川上修司
- キャラクターデザイン・アニメーション：URUMADELVI
- スタイリスト：佐藤ミサキ、吉田宏（イースト）
- タイムキーパー：伊藤裕子
- タイトルCG：ケネックジャパン
- 技術協力：サラ・インターナショナル、STUDIO ROX、クロースタジオ、TEAビデオセンター、インテック、東京サウンド企画（現 スカイウォーカー）
- 美術協力：アックス
- 制作協力：大橋巨泉事務所
- ディレクター：菊池計理、三嶋尚子、千葉隆弥、古都功 / 井澤達也（L.A.イースト）
- 演出：善本真也（イースト）
- プロデューサー：松田安啓（ABC）、山本三四郎（電通）、角井英之（イースト）
- 制作：朝日放送、イースト

## テーマ曲

### オープニングテーマ曲
- ライフ・イズ・ア・ハイウェイ/トム・コクラン

### エンディングテーマ曲
- お兄さんの歌/忌野清志郎&2・3's

## ママガウロの使える英語

### 各話リスト
1. （不明）
2. （不明）
3. （不明）
4. （不明）
5. （不明）
6. （不明）
7. （不明）
8. （不明）
9. （不明）
10. （不明）
11. NOT BAD（1993年1月10日）
12. IS THAT RIGHT?（1993年1月17日）
13. TOO BAD（1993年1月24日）
14. GOOD IDEA（1993年1月31日）
15. NOT REALLY（1993年2月7日）
16. NO MORE（1993年2月14日）
17. GO AHEAD（1993年2月21日）
18. HOW COME?（1993年2月28日）
19. HELP YOURSELF（1993年3月7日）
20. SO SO（1993年3月14日）
21. OUCH（1993年3月21日）
22. SO WHAT?（1993年3月28日）
23. COME ON!（1993年4月11日）
24. Oops!（1993年4月18日）
25. WELL DONE!（1993年5月2日）
26. GO GET IT!（1993年5月16日）
27. THAT'S ENOUGH（1993年5月30日）
28. TAKE IT EASY（1993年6月6日）
29. LEAVE ME ALONE（1993年6月13日）
30. JUST IN CASE（1993年7月4日）
31. WHAT'S UP?（1993年7月25日）
32. PIECE OF CAKE（1993年8月8日）
33. SEE YOU（1993年8月15日）
34. GOOD LUCK（1993年8月22日）
35. BIG DEAL（1993年8月29日）
36. GIMME A BREAK（1993年9月5日）
37. HANG ON（1993年9月12日）
38. THAT MAKES SENSE（1993年9月19日）
39. BE NICE（1993年9月26日）
40. KEEP IN TOUCH（1993年10月3日）
41. KEEP IT A SECRET（1993年10月17日）
42. KNOCE IT OFF（1993年10月24日）
43. SO FAR SO GOOD（1993年10月31日）
44. WAY TO GO（1993年11月7日）
45. IT DEPENDS（1993年11月14日）
46. YOU NAME IT（1993年11月21日）
47. MY PLEASURE（1993年11月28日）
48. TAKE YOUR TIME（1993年12月5日）
49. ANYTHING GOES（1993年12月12日）
50. DON'T WORRY（1993年12月19日）
51. THAT'S ALL（1993年12月26日）

## ネット局
| 放送対象地域   | 放送局           | 系列           | ネット形態 | 備考                                            |
| -------------- | ---------------- | -------------- | ---------- | ----------------------------------------------- |
| 近畿広域圏     | 朝日放送         | テレビ朝日系列 | 制作局     | 現：朝日放送テレビ                              |
| 関東広域圏     | テレビ朝日       | テレビ朝日系列 | 同時ネット |                                                 |
| 北海道         | 北海道テレビ     | テレビ朝日系列 | 同時ネット |                                                 |
| 青森県         | 青森朝日放送     | テレビ朝日系列 | 同時ネット |                                                 |
| 宮城県         | 東日本放送       | テレビ朝日系列 | 同時ネット |                                                 |
| 秋田県         | 秋田朝日放送     | テレビ朝日系列 | 同時ネット |                                                 |
| 山形県         | 山形放送         | 日本テレビ系列 | 同時ネット | 1993年3月まで                                   |
| 山形県         | 山形テレビ       | テレビ朝日系列 | 同時ネット | 1993年4月のテレビ朝日系列へのネットチェンジから |
| 福島県         | 福島放送         | テレビ朝日系列 | 同時ネット |                                                 |
| 新潟県         | 新潟テレビ21     | テレビ朝日系列 | 同時ネット |                                                 |
| 長野県         | 長野朝日放送     | テレビ朝日系列 | 同時ネット |                                                 |
| 静岡県         | 静岡朝日テレビ   | テレビ朝日系列 | 同時ネット | [ 注 4 ]                                        |
| 富山県         | 富山テレビ       | フジテレビ系列 | 遅れネット | [ 注 5 ]                                        |
| 石川県         | 北陸朝日放送     | テレビ朝日系列 | 同時ネット |                                                 |
| 中京広域圏     | 名古屋テレビ     | テレビ朝日系列 | 同時ネット |                                                 |
| 広島県         | 広島ホームテレビ | テレビ朝日系列 | 同時ネット |                                                 |
| 山口県         | 山口朝日放送     | テレビ朝日系列 | 同時ネット | 1993年10月開局から                              |
| 香川県・岡山県 | 瀬戸内海放送     | テレビ朝日系列 | 同時ネット |                                                 |
| 高知県         | 高知放送         | 日本テレビ系列 | 遅れネット | [ 注 6 ]                                        |
| 福岡県         | 九州朝日放送     | テレビ朝日系列 | 同時ネット |                                                 |
| 長崎県         | 長崎文化放送     | テレビ朝日系列 | 同時ネット |                                                 |
| 熊本県         | 熊本朝日放送     | テレビ朝日系列 | 同時ネット |                                                 |
| 大分県         | 大分朝日放送     | テレビ朝日系列 | 同時ネット | 1993年10月開局から                              |
| 鹿児島県       | 鹿児島放送       | テレビ朝日系列 | 同時ネット |                                                 |